# Brutus (motorfiets)
Le Brutus is een historisch Frans merk van motorfietsen.

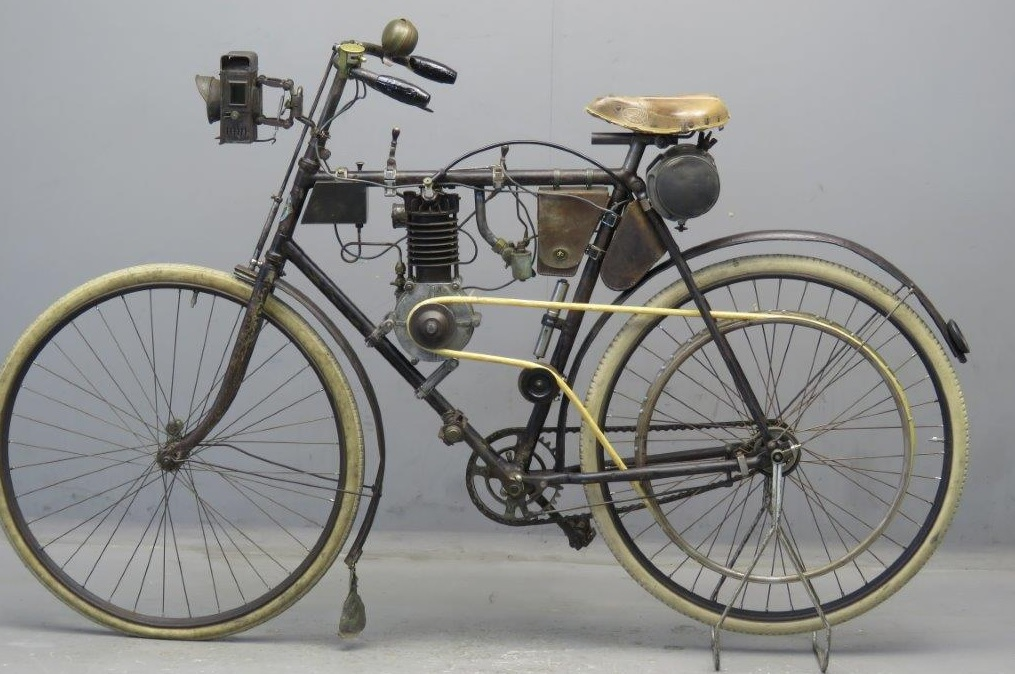
Brutus 108cc-kop/zijklepmotor uit 1902. Dit exemplaar is in een Frame van Cycles Hurzu in Parijs gemonteerd. De carbidlamp komt van het eveneens in Parijs gevestigde Clément

De motorfietsen met de merknaam Brutus werden in het prille begin van de 20e eeuw in Frankrijk geproduceerd, echter in een zeer beperkte oplage. Ze waren volgens de in die tijd gebruikelijke wijze gebouwd, met de tank achter het zadel of tussen twee framebuizen en een staande eencilinder snuffelklepmotor. De motorfiets moest worden aangefietst. Het eerste model werd in 1900 gebouwd door ingenieur L. Leclerc. 